# ネルウァのフォルム
ネルウァのフォルム（ラテン語: Forum Nervæ，フォルム・ネルウァエ）は古代ローマ時代のローマに造られたフォルム（公共広場）。皇帝たちのフォルム内で最も小規模のフォルムである。

## 概要

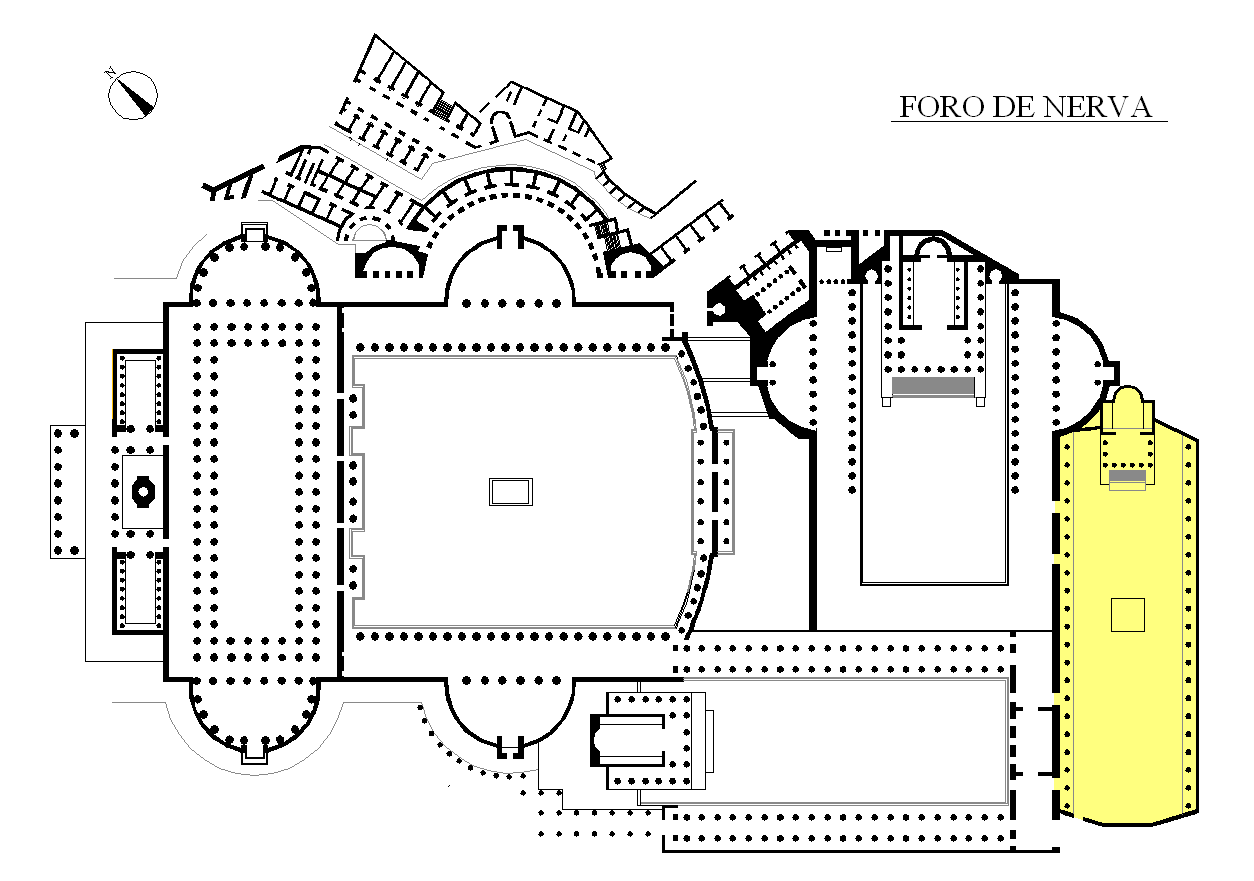
皇帝たちのフォルム内での位置

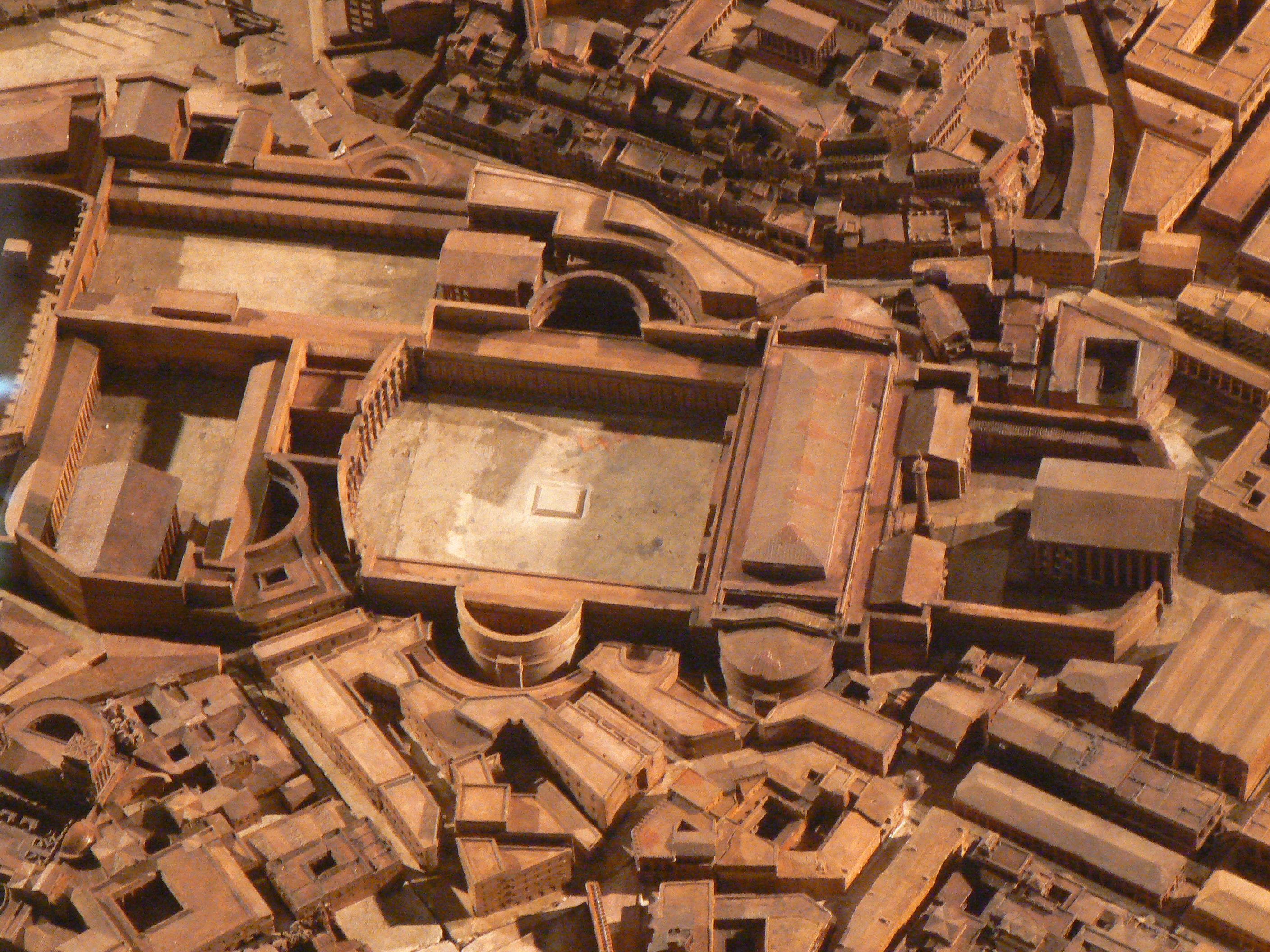
4世紀頃の皇帝たちのフォルム

ネルウァのフォルムは、85年にローマ帝国第11代皇帝ドミティアヌスが建設を始め、後継者である第12代皇帝ネルウァの時代の97年に完成した。
アウグストゥスのフォルムとウェスパシアヌスのフォルムのちょうど間にあるため、またこのフォルムの敷地内を横断してフォルム・ロマヌムと北側の居住地域スブッラ地区を結ぶアルギレトゥム通りが通っていたため、その「通路」を意味するフォルム・トランシトリウム（ラテン語: Forum Transitorium）とも呼ばれていた。 Via Argiletumはこのフォルムが建てられる前より書店や靴職人の露店が出る市場であったため、ネルウァのフォルムは露店市場として、またフォルム・ロマヌムの事実上の入口門として機能していた。
フォルムの建物は長細く、長辺の両端に並んでいた列柱は単なる飾りで、アーケードとはなっていなかった。北東端にはミネルウァ神殿が建てられていた。
ローマ帝国崩壊後は荒れ地に返り、9世紀には廃墟の建材を再利用した住宅が建ち並んでいた。ミネルウァ神殿だけはかろうじて残存していたが、1606年に、ローマ教皇パウルス5世がパオラ水道の噴水とサンタ・マリア・マッジョーレ大聖堂のボルゲーゼ礼拝堂を築造するために、神殿を取り壊して建材を再利用した。